# 沃讷河
沃讷河（法語：Vonne，法語發音：[vɔn]）是法国新阿基坦大区德塞夫勒省与维埃纳省的河流，是克兰河的左支流，长72.9千米。